# Marinha Mercante Brasileira

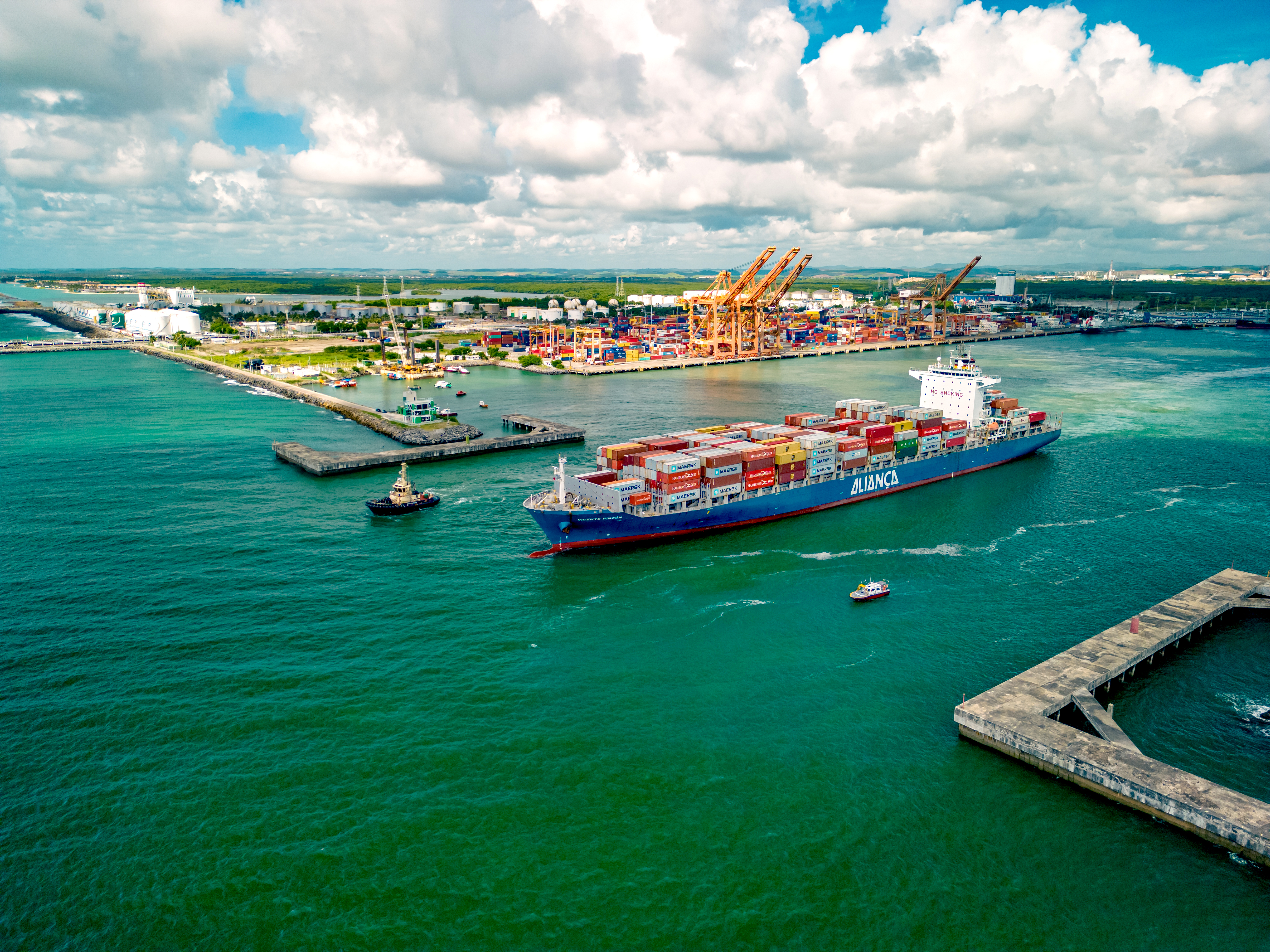
Navio cargueiro Vicente Pinzón, da Aliança Logística, no porto de Suape

A Marinha Mercante Brasileira (MMB) é o "conjunto das organizações, pessoas, embarcações e outros recursos dedicados às atividades marítimas, fluviais e lacustres de âmbito civil" no país. Ela não é uma instituição, mas um ramo de atividade profissional. O pessoal das embarcações mercantes, praticagem, construção naval, administração dos portos, estiva, capatazia, pesca, armação, mergulho e navegação amadora é considerado "pessoal da Marinha Mercante" pela legislação que organiza o Tribunal Marítimo. Ela não faz parte da Marinha do Brasil (a marinha de guerra), mas serve de reserva não remunerada e pode ser mobilizada em caso de guerra.
O transporte marítimo de carga entre portos do território nacional, conforme a legislação brasileira, é privativo das empresas brasileiras de navegação, mas elas podem fretar embarcações estrangeiras para este fim. As embarcações de registro brasileiro têm preferência, mas não exclusividade, nas navegações de cabotagem e apoio marítimo (isto é, o apoio logístico à pesquisa e mineração). A navegação de longo curso, isto é, entre portos brasileiros e estrangeiros, é aberta a empresas de todos os países.

## Estatísticas

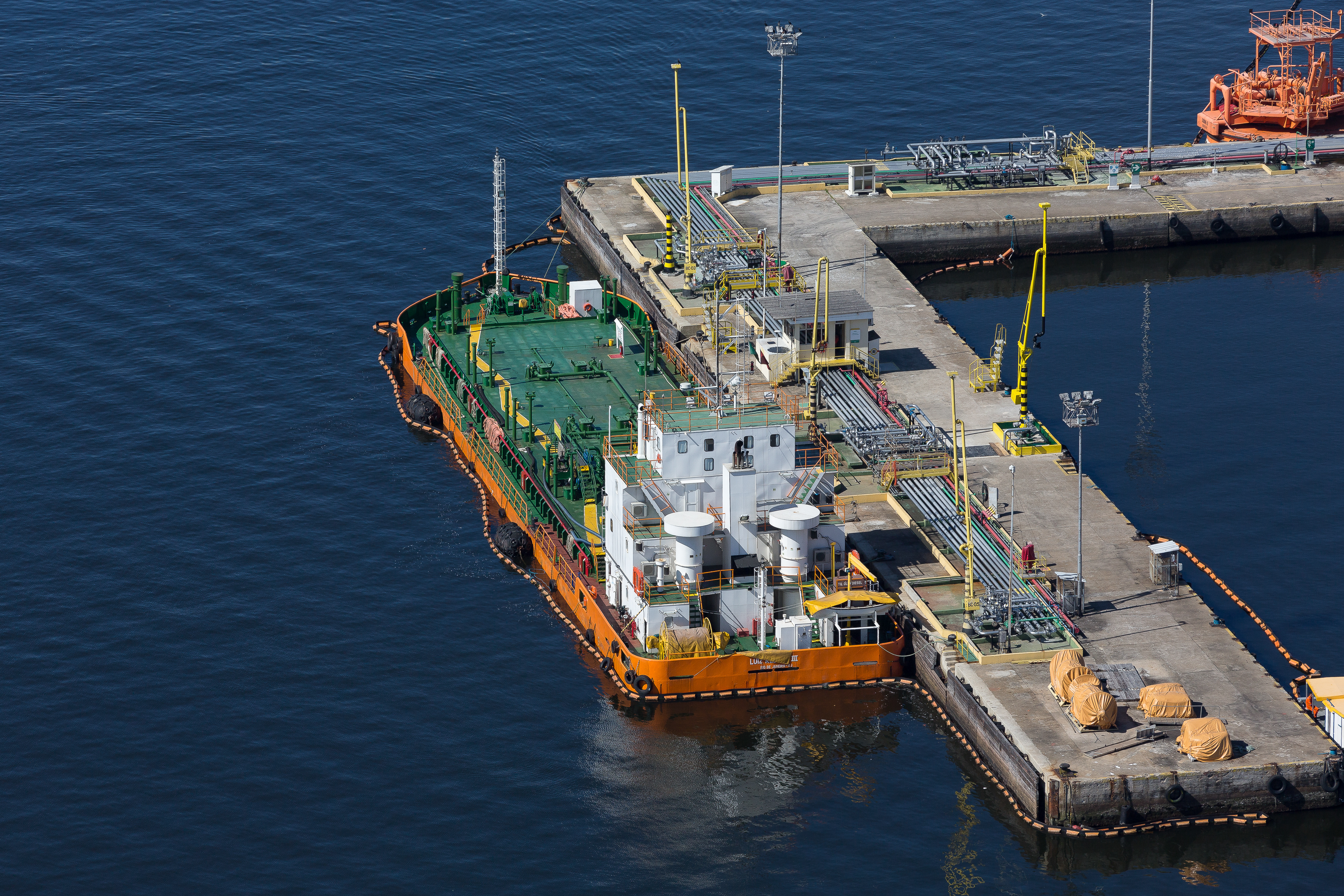
Petroleiro Luiz Rebello III, da Transpetro, no terminal de Ilha D'Água

Pelos dados das Nações Unidas, em 2023 a Marinha Mercante do Brasil possuía 26 631 marinheiros e 887 embarcações, das quais 789 estavam na categoria de "outras" — nem petroleiros, graneleiros, cargueiros gerais ou navios de contêineres. A capacidade total era de 5 522 100 toneladas de porte bruto, das quais 2 495 700 na frota de petroleiros e 1 283 000 na frota de "outras" embarcações. Ela atende principalmente ao setor de petróleo e gás natural: de 2017 a 2019, os dois maiores locais de origem foram as bacias sedimentares de Campos e Santos, enquanto os dois maiores locais de destino foram os terminais aquaviários da Petrobras em São Sebastião e Angra dos Reis.
Na atual realidade a Marinha Mercante quase não participa da navegação de longo curso, com algumas exceções como o transporte a países do Mercosul ou a exportação de petróleo. Os poucos navios disponíveis para esta modalidade competem nos portos brasileiros com navios que arvoram bandeiras de conveniência ou pertencem às megatransportadoras estrangeiras com frotas de dezenas a centenas de navios. Em 2015, todos os navios de contêineres com importações e exportações brasileiras eram estrangeiros. Em 2005 apenas 4% dos fretes gerados pelo comércio exterior foram pagos a armadores brasileiros. Os outros 96% corresponderam a mais de dez bilhões de dólares remetidos ao exterior. Em 2010 a estimativa era de uma participação brasileira de 10%, em sua maior parte composta de navios estrangeiros fretados por empresas brasileiras.
Na cabotagem a Marinha Mercante nacional representou 92% do transporte em contêineres, 59,1% em carga geral, 24,3% em granel sólido e 4,1% em granel líquido em 2020.

## Pessoal

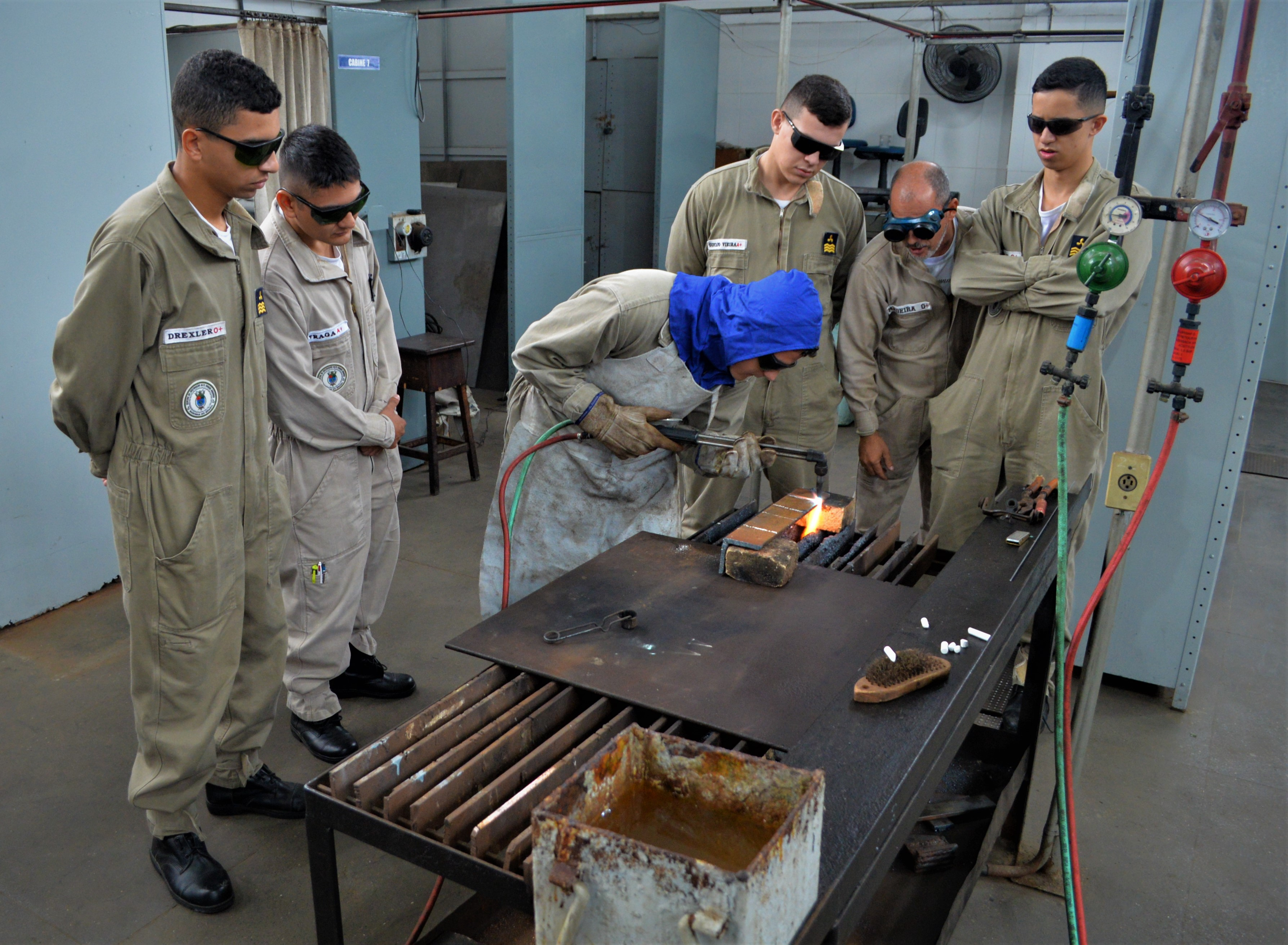
Alunos de Máquinas no Centro de Instrução Almirante Graça Aranha

O mercado de trabalho aquaviário está dividido em seis grupos — marítimos, fluviários, pescadores, mergulhadores, práticos e agentes de manobra e docagem — dos quais os marítimos têm o maior número de subdivisões (Convés, Máquinas, Saúde e Câmara, com suas respectivas hierarquias). A formação de oficiais da Marinha Mercante é de exclusiva responsabilidade da Marinha de guerra através das Escolas de Formação de Oficiais da Marinha Mercante (EFOMM). A Marinha de guerra tem dois Centros de Instrução para este fim, o Almirante Graça Aranha (CIAGA), no Rio de Janeiro, e o Almirante Brás de Aguiar (CIABA), em Belém. Durante o curso, os alunos são militares. Ao seu final, tornam-se bacharéis em Ciências Náuticas e 2.º Tenentes do Corpo da Armada na reserva da Marinha de guerra.
A Seção de Convés é responsável pela navegação propriamente dita, utilizando-se de instrumentos de movimentação, localização espacial, meteorologia, atracação e desatracação portuária, entre outros, e tem também atividades administrativas, especialmente quanto às documentações referentes ao transporte de cargas. Seus oficiais são o Capitão de Longo Curso, Capitão de Cabotagem, 1.º Oficial de Náutica e 2.º Oficial de Náutica, e seus suboficiais e subalternos são o Contramestre, Marinheiro de Convés, Moço de Convés e Marinheiro Auxiliar de Convés.
A Seção de Máquinas é responsável pela operação e manutenção dos equipamentos de propulsão da embarcação, seus sistemas mecânicos, elétricos e eletrônicos e os reparos de emergência fora do porto. Seus oficiais são o Oficial Superior de Máquinas, 1.º Oficial de Máquinas e 2.º Oficial de Máquinas, seus suboficiais são o Eletricista e o Condutor de Máquinas e seus subalternos são o Marinheiro de Máquinas, Moço de Máquinas e Marinheiro Auxiliar de Máquinas. A Seção de Câmara, responsável pela limpeza, cozinha e arrumação, e a Seção de Saúde não têm oficiais.

### Citações
1. ↑  Bispo, Tatiane; Stillben (28 de dezembro de 2024). «Entenda a importância da Marinha Mercante para a economia do País». Agência Marinha de Notícias. Consultado em 7 de janeiro de 2024
2. ↑  Lei n.º 2.180, de 5 de fevereiro de 1954. Dispõe sobre o Tribunal Marítimo.
3. ↑  Lei n.º 9.578, de 19 de dezembro de 1997. Altera dispositivos da Lei nº 2.180, de 5 de fevereiro de 1954, que dispõe sobre o Tribunal Marítimo.
4. ↑  «A Marinha do Brasil e a Marinha Mercante são a mesma instituição?». Serviço de Seleção do Pessoal da Marinha. Consultado em 29 de novembro de 2024
5. ↑  Resano, Luis Fernando (setembro de 2016). «A Marinha Mercante do Brasil» (PDF). Sindicato Nacional das Empresas de Navegação Marítima. Consultado em 7 de janeiro de 2025
6. ↑  Lei n.º 9.432, de 8 de janeiro de 1997. Dispõe sobre a ordenação do transporte aquaviário e dá outras providências.
7. ↑  «Maritime profile: Brazil». UNCTAD Data Hub. Consultado em 30 de novembro de 2024
8. ↑  Maia 2020, p. 139-143.
9. ↑  Resano 2022, p. 10.
10. ↑  Vidigal 2007, p. 55.
11. ↑  Motta, Sergio Barreto (5 de julho de 2015). «Consultor defende a criação de uma nova marinha mercante brasileira». Monitor Mercantil via Poder Naval. Consultado em 7 de janeiro de 2025
12. ↑  Silva 2010, p. 96.
13. ↑  Nóbrega 2008, p. 10-11.
14. ↑  ANTAQ 2022, p. 32, 62.
15. ↑  «Participação de navios petroleiros e gaseiros de bandeira brasileira atinge o fundo do poço na cabotagem». Sindicato Nacional da Indústria da Construção e Reparação Naval e Offshore. 20 de setembro de 2022. Consultado em 7 de janeiro de 2025
16. ↑  «Aquaviários» (PDF). Diretoria de Portos e Costas. Consultado em 7 de janeiro de 2025
17. ↑  Ferreira Neto, João (4 de junho de 2024). «Se nada for feito, vão faltar oficiais de marinha mercante para o pré-sal e a cabotagem». Portos e Navios. Consultado em 29 de novembro de 2024
18. ↑  Guaycuru, André (25 de junho de 2024). «Formação do oficial da marinha mercante para os desafios do século XXI». Portos e Navios. Consultado em 7 de janeiro de 2025
19. ↑  «EFOMM - Escola de Formação de Oficiais da Marinha Mercante». Centro de Instrução Almirante Graça Aranha. Consultado em 7 de janeiro de 2025
20. ↑  Santana 2016, p. 77.
21. ↑  Santana 2016, p. 81-82.
22. ↑  «Aquaviários da Seção de Convés – Marinha Mercante». Shelter Consultoria. 27 de agosto de 2018. Consultado em 7 de janeiro de 2025
23. 1 2  Santana 2016, p. 83.
24. ↑  «Aquaviários da Seção de Máquinas – Marinha Mercante». Shelter Consultoria. 27 de agosto de 2018. Consultado em 7 de janeiro de 2025